# 佐々木ひとみ (児童文学作家)
佐々木 ひとみ（ささき ひとみ）は日本のコピーライター、児童文学作家。

## 略歴
茨城県十王町(現在の日立市)生まれ、宮城県仙台市在住。1985年東北福祉大学福祉心理学科卒業。広告制作プロダクションへ勤務ののち、フリーのコピーライターに。
『ぼくとあいつのラストラン』で、第1回 「新・童話の海」公募入選、第20回 椋鳩十児童文学賞を受賞。ニッサン童話と絵本のグランプリにおいて、「バラ園の魔女」が第15回童話部門佳作入賞、「さくらもり」が第20回の童話部門佳作入賞している。
2016年8月、『ぼくとあいつのラストラン』が「ゆずの葉ゆれて」として映画化。
日本児童文芸家協会会員、日本児童文学者協会会員、「季節風」同人。高原社主宰
。

## 作品リスト
- 『イギリスを歩いてみれば』（本郷けい子絵、ワニ文庫） 2000年3月　ISBN 4584306478
- 『ふだん歩きのイギリスノート』（本郷けい子絵、大和書房） 2001年5月　ISBN 4479011374
- 『英国アンティーク夢譚』（ベストセラーズ） 2002年3月　ISBN 458418657X
- 『ぼくとあいつのラストラン』（スカイエマ絵、ポプラ社） 2009年12月　ISBN 978-4591112755
- 『ドラゴンのなみだ』（吉田尚令絵、学研教育出版） 2012年11月　ISBN 978-4052035609
- 『もののけ温泉 滝の湯へいらっしゃい』（jyajya絵、岩崎書店） 2013年10月　ISBN 978-4265054909
- 『七夕の月』（小泉るみ子絵、ポプラ社 2014年6月)　ISBN 978-4591140130
- 『ふるさとは、たからのまち』(ストー・ミナコ絵、宮城県富谷市） 2016年10月 - 富谷市市制施行記念絵本
- 『兄ちゃんは戦国武将!』（浮雲宇一絵、くもん出版） 2018年6月　ISBN 978-4774327693

### 共著
「」内が佐々木ひとみの作品
- 『話のびっくり箱 高学年』上（学習研究社） 2005年6月　全国書誌番号:20794071

「空色のともだち」
- 『話のびっくり箱 4年』下（学習研究社） 2006年11月 全国書誌番号:21142869

「さくら」（汐崎亮子絵）
- 『夢とあこがれがいっぱい 5つのお話』（文溪堂） 2010年9月　ISBN 978-4894236905

「バラ園の魔女」
- 「ちゃぐりん」 2011年6月号（家の光協会） 2011年5月　NCID AA11433821

「六月のレストラン」
- 『あなたのとなりにある不思議 ぞくぞく編』（ポプラ社） 2016年12月　ISBN 978-4591152638

「教室のあの子」
- 『みちのく妖怪ツアー』（新日本出版社） 2018年8月　ISBN 978-4-406-06271-8

「たんころりんの逆襲」「座敷わらしの宿」（東京モノノケ絵）

### 共訳
- 『チェンジ! ぼくたちのとりかえっこ大作戦』（アレックス・シアラー著、奥野節子共訳[注 1]、ダイヤモンド社） 2005年9月　ISBN 4478930708
- 『16歳 夢と奇跡のはじまりの場所』（マーク・フィッシャー著、池絵里子共訳、ダイヤモンド社)  2007年5月　ISBN 978-4478001349
- 『ぼくらは小さな逃亡者』（アレックス・シアラー著、奥野節子共訳、ダイヤモンド社） 2007年5月　ISBN 978-4478930816

### 雑誌
- 児童文芸 2014年2・3月号 (日本児童文芸家協会編） 2014年2月　ISSN 0916-9857

「空に。」
- 児童文芸 2016年4・5月号（日本児童文芸家協会編） 2016年4月　 ISSN 0916-9857

「さくらもり」

### その他出版物
- 仙台おさんぽかるた (本郷けい子絵、おさんぽ屋） 2008年